# Albert Mennecier
Albert Mennecier, né le 17 mai 1883 à Nauroy (Aisne) et mort le 15 juin 1947 dans cette même commune, est un homme politique français.

## Biographie
Issu d'une famille d'ouvrier tisseur, lui-même ouvrier dès l'âge de treize ans, il réussit à devenir instituteur, en 1901, puis directeur d'école à Montbrehain.
Militant socialiste SFIO, il est conseiller municipal de Nauroy.
Élu député de l'Aisne en 1936, conseiller général (canton du Catelet) l'année suivante, il vote les pleins pouvoirs au maréchal Pétain le 10 juillet 1940.
Sa passivité pendant la guerre, pendant laquelle il s'était installé dans le Cantal, à Caheylade, lui vaut d'être exclu de la SFIO reconstituée en 1944, et d'être révoqué de son mandat de conseiller général par les autorités de Libération.
Il n'a plus, ensuite, d'activité publique et meurt en 1947.

## Sources
- « Albert Mennecier », dans le Dictionnaire des parlementaires français (1889-1940), sous la direction de Jean Jolly, PUF, 1960 [détail de l’édition]
- Edouard Barthe,"Le combat d'un parlementaire sous Vichy", Ed. Singulières, 2007,  (ISBN 978-2-35478-005-0).